# Nicolas Bosret

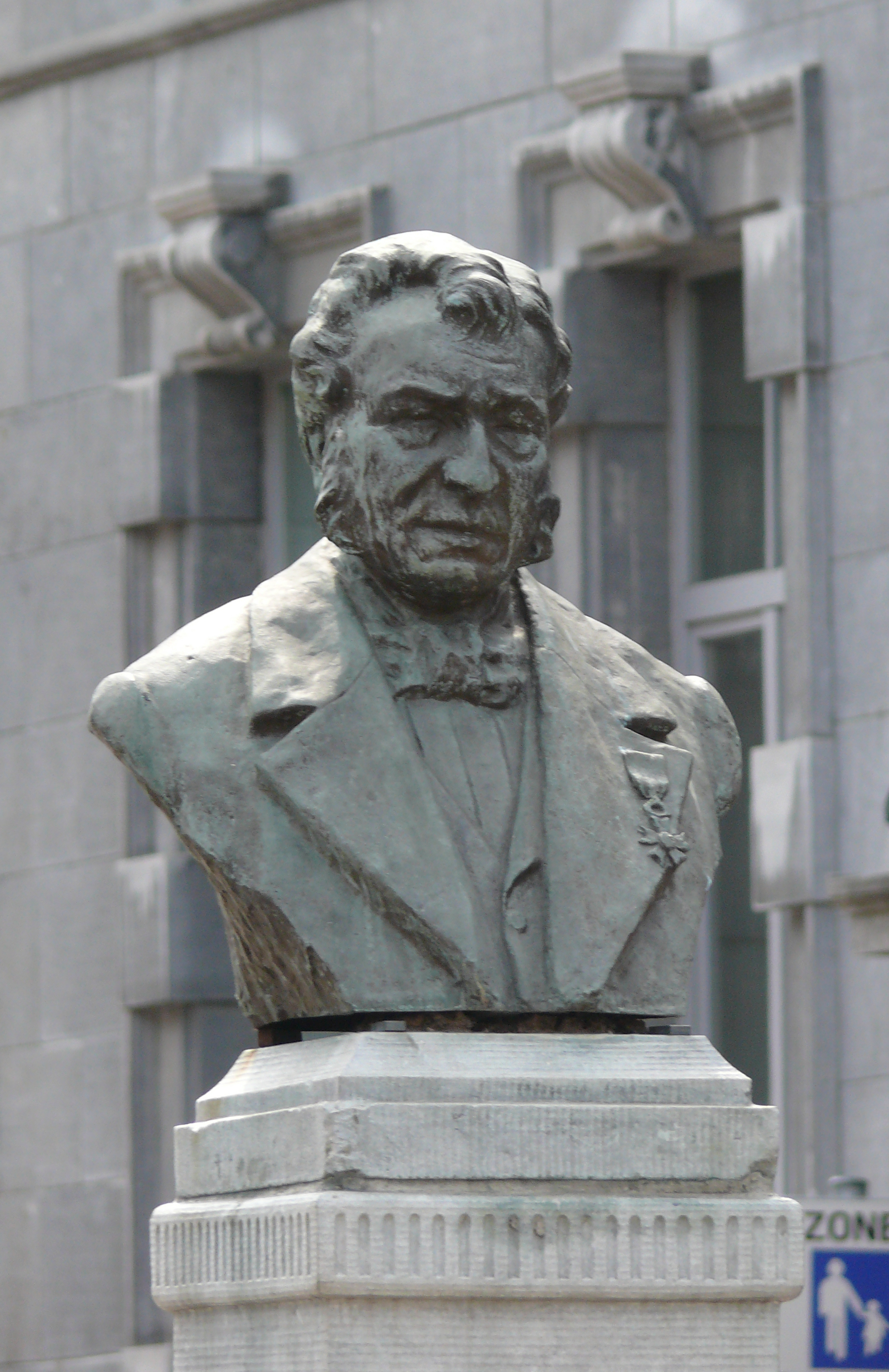
Buste van Nicolas Bosret

Nicolas Joseph Bosret (5 maart 1799 – 18 november 1876) was een Belgische componist en organist van de kathedraal Saint-Loup in Namen. Hij was al vanaf zijn zevende jaar blind, maar wist niettemin zeer spoedig zich de solfège eigen te maken. Hij kreeg les van Abbé Denis, een oudere organist aan de Naamse Saint-Loup.
In 1851 bracht hij voor de eerste maal Li Bia Bouquet ten gehore (oorspronkelijk Li bouquet del marieye geheten), een lied in het Waals. De dichter Jules Mandos bewerkte het en het verwierf een enorme populariteit. Het werd in 1856 door de gemeenteraad tot officiële hymne van Namen uitgeroepen.
Bosret was ook een van de stichters van de Société royale Moncrabeau, een van de oudste folkloristische gezelschappen van Wallonië.

## Li Bia Bouquet

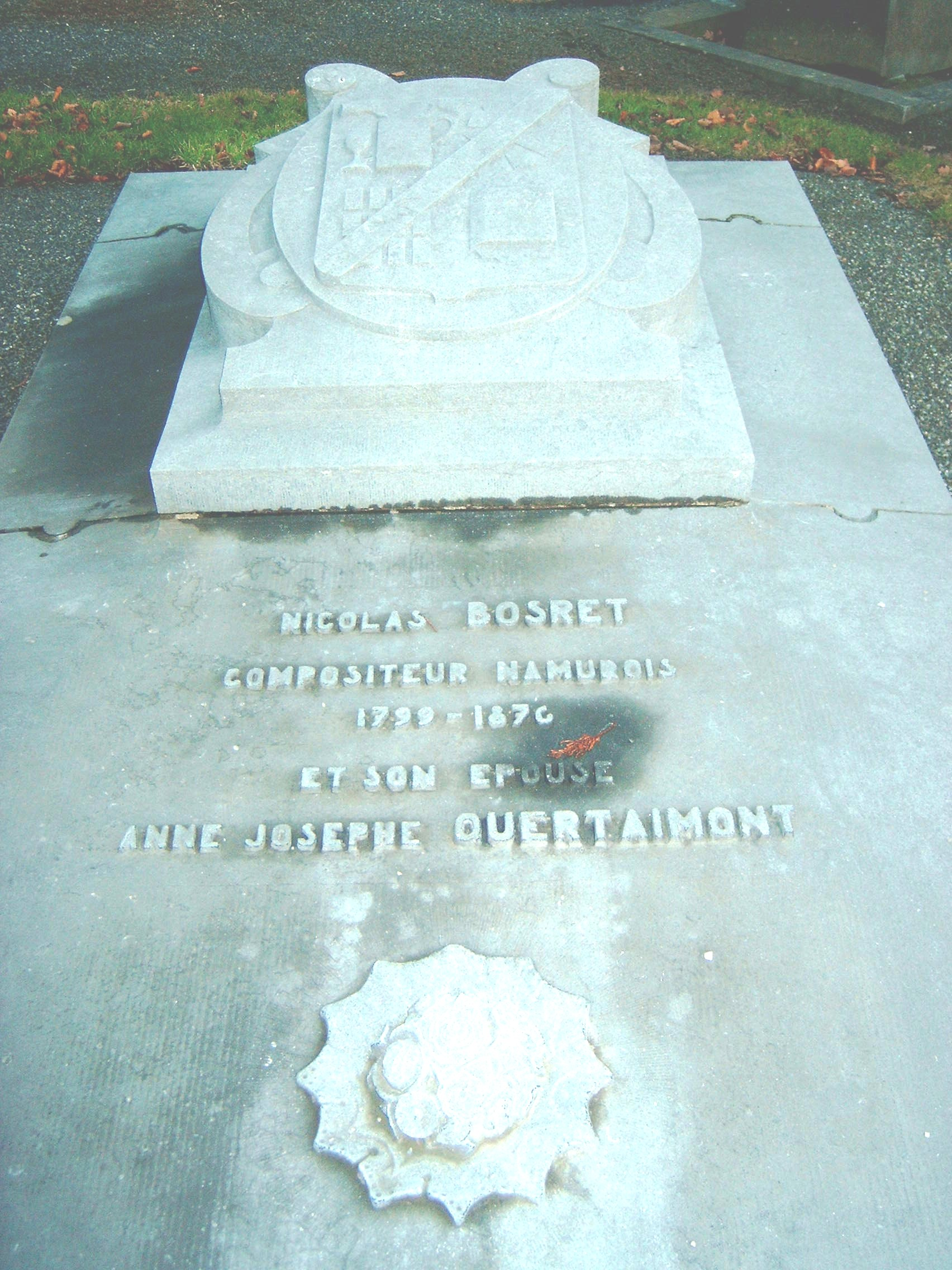
Het graf van Bosret op de begraafplaats van Belgrade (Namen)

Het refrein van de tekst Li Bia Bouquet:
C'est d'mwin li jou di m'mariatche,

Aprètez, aprètez tos vos bouquèts,

Vos lès mettroz au cwarsadje,

Dès bauchèles do banquet.

Mins c'èst l'minne li pus djolie

Ossi vraîmint, dji m'rafie

Di li donnér li bouquèt

Elle aurait li bia bouquèt.

## Publicaties
- Ernest Montellier: Li bia bouquet et son auteur : Nicolas Bosret. p. 145-152.